# 광대: 소리꾼
광대: 소리꾼(The singer The original)은 한국에서 제작된 조정래 감독의 2022년 드라마 영화이다. 2020년 개봉되었던 '소리꾼'에서 보지 못했던 북한 풍경을 담아서 새롭게 개봉되었다. 이봉근 등이 주연으로 출연하였고 임성철 등이 제작에 참여하였다.

## 출연

### 주연
- 이봉근
- 이유리
- 김하연
- 박철민
- 김동완
- 김민준

### 조연
- 정무성
- 임성철
- 김병춘
- 정인기
- 한인수
- 김강현
- 오지혜
- 박재민
- 지태양
- 김준형
- 차정환

## 제작진
- 각색: 이혜진, 길인주, 전병덕
- 총괄프로듀서: 임성철
- 투자총괄: 임성철, 정무성
- 제작부장: 강태주
- 제작부: 송재묵
- 제작부: 조가을
- 제작부: 원필호
- 제작부: 김우현
- 제작부: 배예주
- 제작고문: 김주희
- 제작지원: 임승진
- 라인프로듀서: 정동철